# MBC M
MBC M (precedentemente MBC Music) è un canale televisivo musicale sudcoreano, proprietà di MBC Plus, una divisione di Munhwa Broadcasting Corporation. È stato lanciato il 1º febbraio 2012 come MBC Music con la prima trasmissione del programma musicale Show Champion. Il canale è stato cambiato in MBC M il 18 febbraio 2020.

## Programmi trasmessi
- Show Champion (2012-in corso)